# Enceliopsis nudicaulis
Espèce
Enceliopsis nudicaulis est une espèce de plantes à fleurs de la famille des Asteraceae (ou Composées).

## Description morphologique

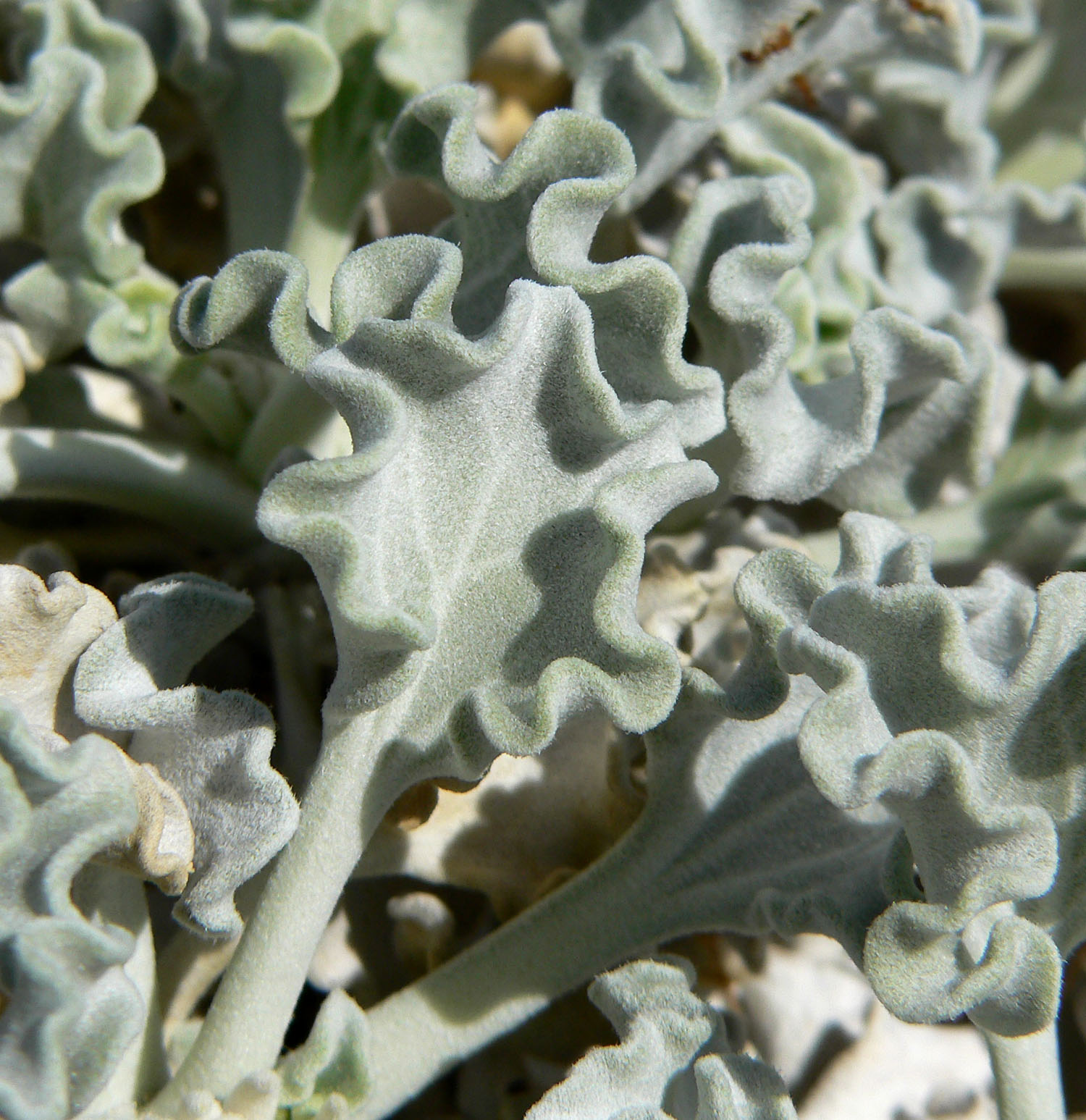
Détail d'une feuille dEnceliopsis nudicaulis var. corrugata.

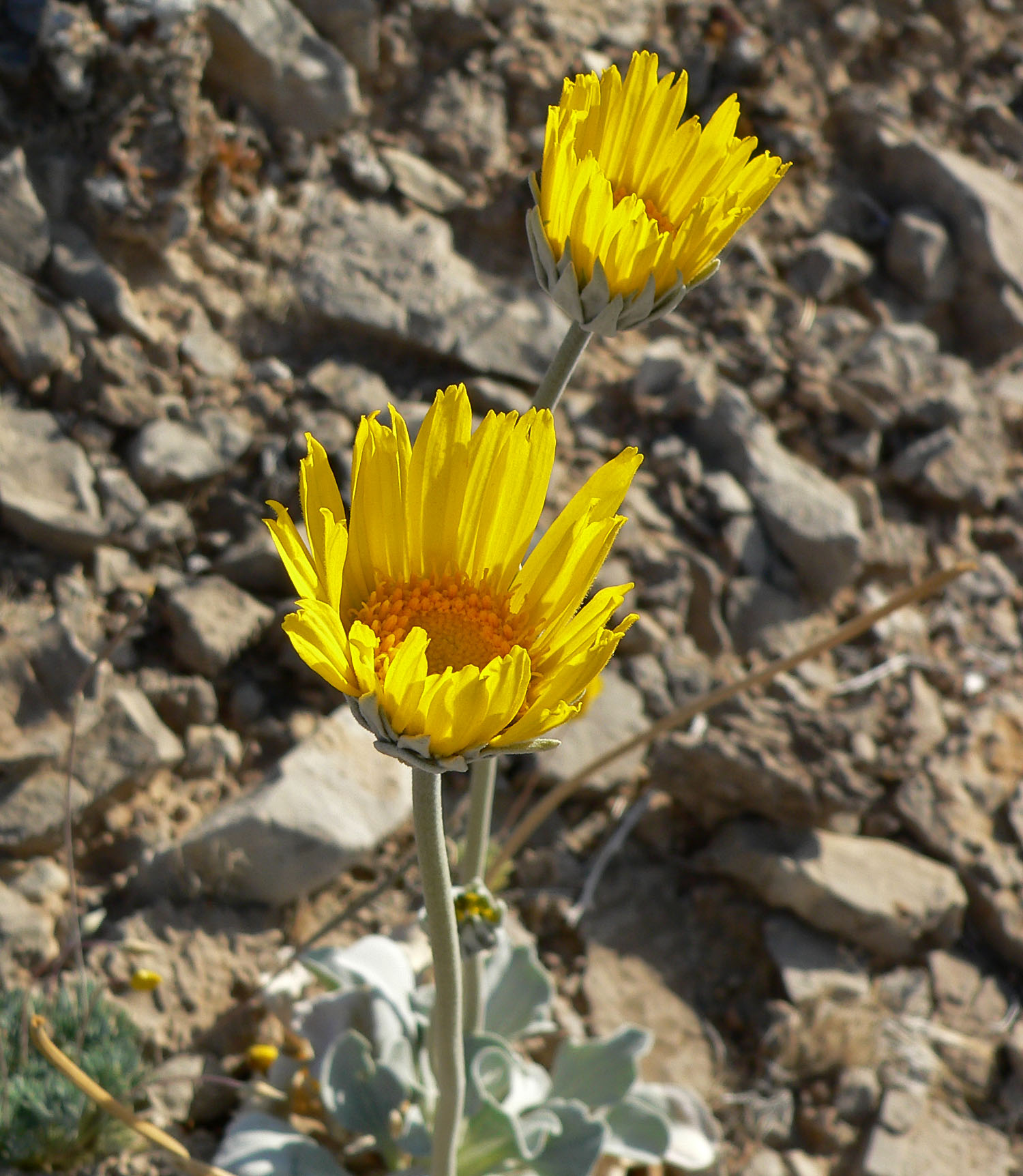
Détail d'un capitule dEnceliopsis nudicaulis var. nudicaulis.

### Appareil végétatif
Cette plante de 15 à 45 cm de haut présente une ou plusieurs tiges florales dépourvues de feuilles qui pousse(nt) à partir d'une touffe de feuilles charnues situées à la base. Les feuilles, couvertes de nombreux poils gris et courts, mesurent de 1,3 à 6,3 cm de long. Leur base fuselée rejoint un pétiole de longueur variable. Leur surface est plus ou moins ondulée mais leur forme globale est ovale.

### Appareil reproducteur
La floraison a lieu entre mai et août.
L'inflorescence est un grand capitule jaune de 7,5 à 10 cm de diamètre. Chaque capitule est constitué d'environ 20 fleuron ligulés entourant un large centre de nombreux fleurons tubulaires, tous enveloppés dans une petite bractée coriace. 
Les fruits sont des akènes aplatis portant sur leurs côtés des poils qui dissimulent presque le pappus, constitué de deux soies raides, situées au sommet.

## Répartition et habitat
Enceliopsis nudicaulis vit dans l'ouest des États-Unis, de l'Idaho jusqu'au Nevada, à l'Utah et à l'Arizona. 
Elle pousse dans les zones désertiques, parmi les buissons et broussailles.

## Enceliopsis nudicauliset l'homme
Le côté décoratif de cette plante, aussi bien des feuilles que des fleurs, fait qu'elle est parfois utilisée à des fins ornementales dans les jardins des zones arides des États-Unis.